# K̈
Cette page contient des caractères spéciaux ou non latins. S’ils s’affichent mal (▯, ?, etc.), consultez la page d’aide Unicode.
K̈ (minuscule : k̈), appelé K tréma, est un graphème utilisé comme lettre latine additionnelle dans la romanisation de l’écriture manichéenne. Elle est formée de la lettre K diacritée d’un tréma suscrit. 

## Utilisation
Dans la romanisation de l’écriture manichéenne, ‹ k̈ › translittère le khaph ‹ 𐫒 ›.

## Représentations informatiques
Le K tréma peut être représenté avec les caractères Unicode suivants :
- décomposé (latin de base, diacritiques) :

| Formes    | Représentations | Chaînes de caractères | Points de code | Descriptions                                |
| --------- | --------------- | --------------------- | -------------- | ------------------------------------------- |
| capitale  | K̈               | K◌̈                    | U+004B U+0308  | lettre majuscule latine k diacritique tréma |
| minuscule | k̈               | k◌̈                    | U+006B U+0308  | lettre minuscule latine k diacritique tréma |